# Gabriele Andena
Gabriele Andena (Milano, 26 settembre 1947) è un ex calciatore italiano, di ruolo difensore.

## Carriera
Difensore centrale spesso utilizzato come terzino destro, cresce nella Gallaratese, in serie D. In seguito debutta nella massima serie nella stagione 1968-1969, grazie al passaggio al Varese con cui disputa complessivamente sei stagioni, tre delle quali nel massimo campionato e altrettante in quello cadetto.
Passa quindi all'Atalanta dove divenne un pilastro della difesa, disputando cinque campionati, due di Serie A e tre di Serie B.
Dopo aver giocato la sua ultima stagione nella massima serie con la maglia nero-azzurra, si ritira definitivamente dal calcio giocato il 1 luglio 1979 all'età di quasi trentadue anni.
Complessivamente nella sua carriera ha totalizzato 49 presenze in Serie A, così suddivise: 16 con il Varese, 33 con l'Atalanta. Nel corso della sua carriera nel massimo campionato non ha mai ricevuto un cartellino.

## Dopo il ritiro dal calcio giocato
Ritiratosi definitivamente dal calcio nel 1979, è ora rappresentante di una azienda leader nella realizzazione di campi da gioco in sintetico.

## Palmarès

### Club

#### Competizioni nazionali
- Serie B: 2

Varese: 1969-1970, 1973-1974